# Локпорт (Луизијана)
Локпорт (енгл. Lockport) град је у америчкој савезној држави Луизијана.

## Демографија
По попису из 2010. године број становника је 2.578, што је 46 (-1,8%) становника мање него 2000. године.
| Група             | 2000.         | 2010.         |
| Белци             | 2.505 (95,5%) | 2.350 (91,2%) |
| Афроамериканци    | 27 (1,0%)     | 61 (2,4%)     |
| Азијати           | 11 (0,4%)     | 2 (0,1%)      |
| Хиспаноамериканци | 31 (1,2%)     | 78 (3,0%)     |
| Укупно            | 2.624         | 2.578         |